# Mistrzostwa Europy w Zapasach 1929
10. Mistrzostwa Europy w zapasach odbywały się w 1929 roku w Dortmundzie w Niemczech w stylu klasycznym, a w stylu wolnym w Paryżu we Francji.

## Styl klasyczny

### Medaliści
| Konkurencja | Złoto           | Srebro            | Brąz               |
| ----------- | --------------- | ----------------- | ------------------ |
| -58 kg      | Sven Martinsen  | Erland Nielsen    | Antonín Nič        |
| -62 kg      | Folke Hernström | Aage Torgensen    | Eugen Fleischmann  |
| -67,5 kg    | Eduard Sperling | Torsten Bergström | Silvio Tozzi       |
| -75 kg      | József Tunyogi  | Väinö Kokkinen    | Ivar Johansson     |
| -82,5 kg    | Onni Pellinen   | Robert Rupp       | Sanfrid Söderqvist |
| +82 kg      | Georg Gehring   | Rudolf Svensson   | Josef Urban        |

### Tabela medalowa
| Lp. | Państwo        | Złoto | Srebro | Brąz |
| --- | -------------- | ----- | ------ | ---- |
| 1   | Niemcy         | 2     | 1      | 0    |
| 2   | Szwecja        | 1     | 2      | 2    |
| 3   | Finlandia      | 1     | 1      | 0    |
| 4   | Węgry          | 1     | 0      | 0    |
|     | Norwegia       | 1     | 0      | 0    |
| 6   | Dania          | 0     | 2      | 0    |
| 7   | Czechosłowacja | 0     | 0      | 3    |
| 8   | Włochy         | 0     | 0      | 1    |

## Styl wolny

### Medaliści
| Konkurencja | Złoto              | Srebro          | Brąz              |
| ----------- | ------------------ | --------------- | ----------------- |
| -56 kg      | Pierre Mollin      | Berthaux        | R. Wyss           |
| -61 kg      | René Rottenfluc    | Joseph Dillen   | Dennis Perret     |
| -66 kg      | Erik Malmberg      | Károly Kárpáti  | Reginald Edwards  |
| -72 kg      | Hyacinthe Roosen   | Alvar Eriksson  | Fritz Käsermann   |
| -79 kg      | Sanfrid Söderqvist | A. Mollet       | Hervé Deniel      |
| -87 kg      | Erich Äschlimann   | Paul Bonnefont  | Joseph Van Assche |
| +87 kg      | Johan Richthoff    | Edmond Charlier | Edmond Dame       |

### Tabela medalowa
| Lp. | Państwo         | Złoto | Srebro | Brąz |
| --- | --------------- | ----- | ------ | ---- |
| 1   | Szwecja         | 3     | 1      | 0    |
| 2   | Belgia          | 2     | 2      | 1    |
| 3   | Francja         | 1     | 2      | 2    |
| 4   | Szwajcaria      | 1     | 1      | 3    |
| 5   | Węgry           | 0     | 1      | 0    |
| 6   | Wielka Brytania | 0     | 0      | 1    |